# Van Hool A330
A Van Hool newA330-as típusú autóbuszokat a belgiumi Van Hool vállalat gyártja. A jármű kéttengelyes, a Benelux államokban különösen elterjedt. Többfajta motorral, illetve sebességváltóval rendelhető az autóbusz.

## newA330 CNG
A sűrített földgázzal működő buszok (CNG) a dízelmotorú buszokkal szemben kevesebb káros anyagot bocsátanak ki, valamint csendesebbek is, ezért nagymértékben hozzájárulnak Budapest környezeti állapotának, a budapestiek életminőségének javulásához.

## Budapesten
Budapesten 2013 óta 4 darab newA330-as, valamint 56 darab sűrített földgáz meghajtású (newA330 CNG) autóbusz közlekedett, azonban 2 dízel buszt oktatójárművé alakítottak át, 15 gázbuszt pedig selejteztek. A buszokat a Budapesti Közlekedési Zrt. üzemelteti és a Dél-pesti autóbuszgarázsban tárolják őket.
A járművek általában (2023. március) az alábbi viszonylatokon teljesítenek szolgálatot:
| Buszjáratok | Buszjáratok |
| ----------- | --- |
| MKL NUV PDN | 166, 198, 217, 217E, 236, 281 |
| MPW MUM     | 54, 93, 93A, 95, 98, 98E, 99, 117, 119, 132E, 135, 136, 142E, 166, 181, 182A, 183, 185, 193E, 195, 198, 217, 217E, 236, 236A, 254E, 266, 281, 282E, 284E, 948, 980, 999 |